# 후코즈 단층

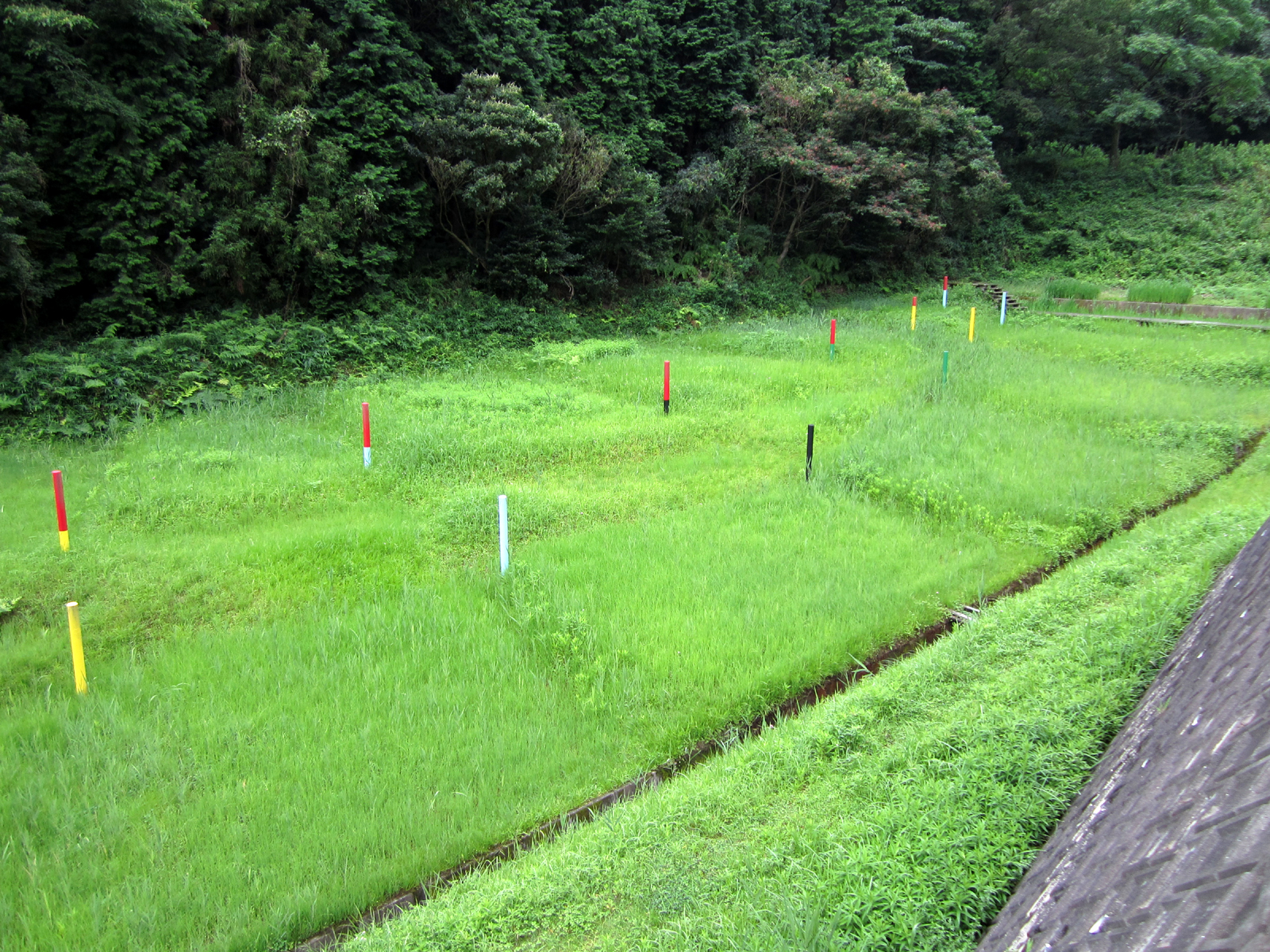
후코즈 단층의 노두

후코즈 단층(Fukozu Fault, 深溝断層, 일본어: ふこうずだんそう 후코우즈단소우[*])은 일본 아이치현 니시오시 일대에 위치한 연장 28km의 역단층이다. 1945년의 미카와 지진과 연관되어 있다.

## 미카와 지진
미카와 지진은 후코즈 단층과 요코스카 단층에서 일어난 지진으로 육지에서 길이 18km, 총 길이 28km, 최대 높이차는 2m, 단층 이동 높이는 약 1m이다.

## 연장
후코즈 단층에서 북북서 방향으로 연장한 직선상에 1891년 노비 지진을 일으킨 네오다니 단층대가 있으며, 직선에서 더 올라가면 1948년 후쿠이 지진을 일으킨 후쿠이 단층대가 존재한다. 후코즈 단층은 북서쪽으로 더 진행하여 노비 지진을 일으킨 네오다니 단층까지 이어질 것으로 추정된다.

## 노두
단층의 노두가 니시오시 동부에서 관찰된다.